# Dobroslav Krejčí
Dobroslav Krejčí (10. ledna 1869 Humpolec – 24. července 1936 Brno) byl český statistik. Zaměřoval se hospodářskou, zemědělskou statistiku, národohospodářství a ústavní právo.

## Biografie
Studoval gymnázium v Pelhřimově a v Hradci Králové. Poté studoval právnickou fakultu české univerzity v Praze, roku 1891 získal titul doktora práv. V letech 1892–1897 byl advokátním koncipientem. Na počátku roku 1898 nastoupil do nově zřízeného Zemského statistického úřadu království Českého. Od 1. října 1905 tento úřad řídil ve funkci zástupce přednosty až do jeho začlenění do Státního úřadu statistického v roce 1919, jehož byl prvním předsedou v letech 1919–1920. Krejčí také využil svého právnického vzdělání při tvorbě prvního československého zákona o státní službě statistické a navazujících dokumentů, byl jejich hlavním autorem.
Ve statistice byl samouk, zaměřoval se na praktickou statistiku, tedy sběr dat, statistické podchycení hospodářských jevů (teorie hospodářské statistiky, ale i kompilace statistických údajů). Neměl hlubší znalosti v té době vznikající matematické statistice.
Roku 1909 byl jmenován docentem zemědělské statistiky na České vysoké škole technické v Praze. Po roce 1920 se plně věnoval akademické dráze, svou kariéru spojil s brněnskými vysokými školami, když byl téhož roku jmenován řádným profesorem na Právnické fakultě Masarykovy univerzity v Brně. Kromě právnické fakulty přednášel statistiku také na Vysoké škole zemědělské v Brně (1920–1935) a na Právnické fakultě Univerzity Komenského v Bratislavě (1923–1932). Získal řadu vysokých akademických funkcí, v akademickém roku 1924–1924 a 1931–1932 byl děkanem Právnické fakulty Masarykovy univerzity v Brně. Rektorem celé univerzity pak byl zvolen pro akademický rok 1935–1936. Dne 24. července 1936 zemřel v Brně na zápal plic. Je pohřben na Ústředním hřbitově v Brně.
V roce 1901 se oženil s Marií Ledvinovou (1878–1954). Z manželství vzešli synové Jaroslav (1902–1929) a Zdeněk (1903–1942). Mladší syn byl činovníkem Sokola, který zahynul v Osvětimi.

## Dílo
- Základy statistiky (Praha 1920), 89 str.; druhé rozšířené vydání (Praha 1923), 224 str.
- Statistika (Praha 1928), 103 str.